# Kaiserlich Japanische Armee
Die Kaiserlich Japanische Armee (KJA, jap. 大日本帝國陸軍, Dai-Nippon Teikoku Rikugun, „Heer des Kaiserreichs Groß-Japan“) war die offizielle Landstreitkraft des Japanischen Kaiserreichs von 1868 bis 1945. Sie wurde vom Generalstab und dem Heeresministerium kommandiert. Neben der Kaiserlich Japanischen Marine war sie einer von zwei Teilen der Streitkräfte im Japanischen Kaiserreich, in Kriegszeiten zusammen vom Daihon’ei kommandiert.

## Geschichte

### Konsolidierung des Meijistaates

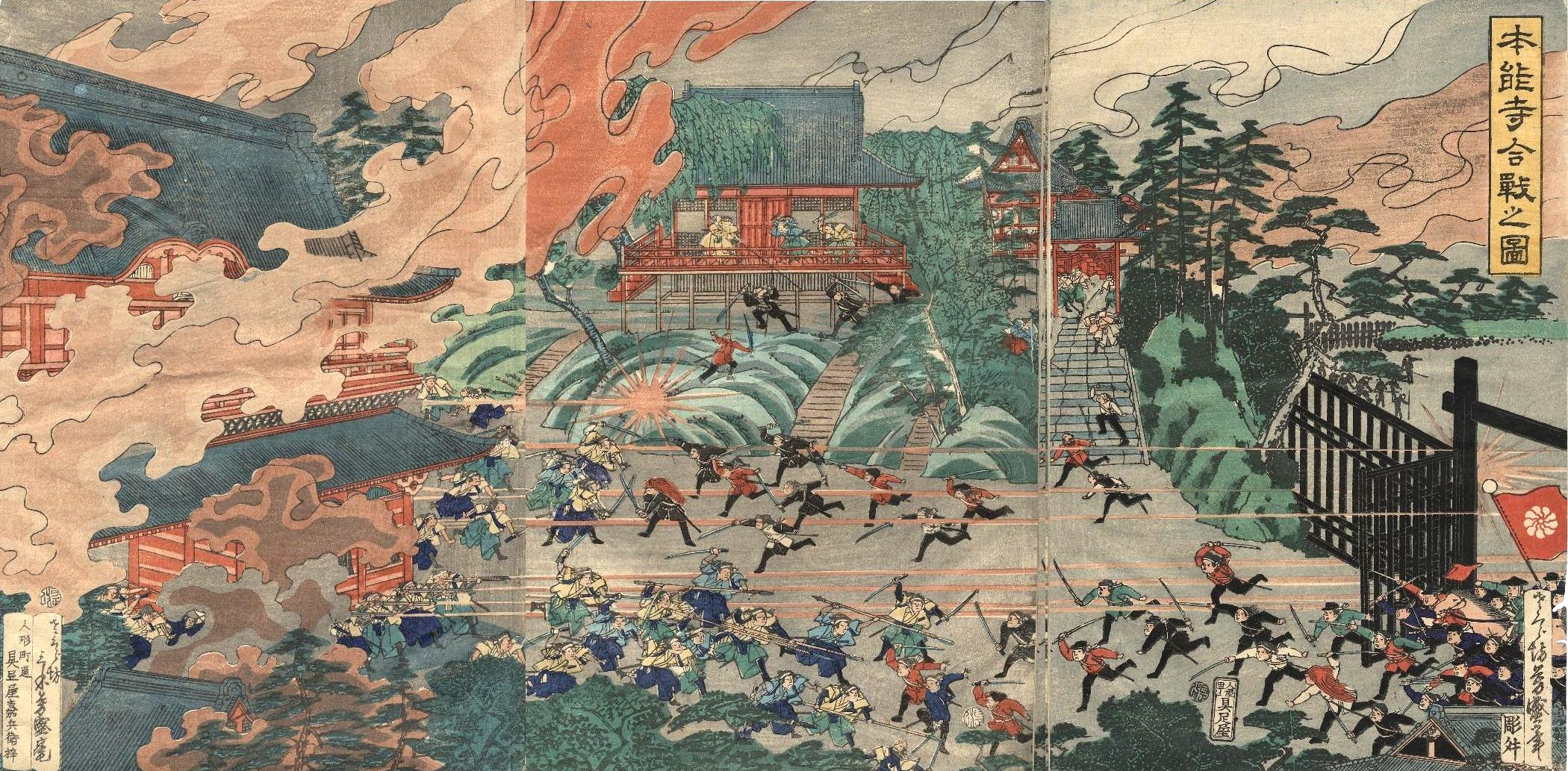
Künstlerische Darstellung der Schlacht von Ueno von 1868 (Utagawa Yoshimori, 1870)

Die Kaiserlich Japanische Armee wurde während des Boshin-Kriegs von der loyalistischen Fraktion als moderne militärische Streitmacht zum Sturz des Bakufu gegründet. Im März 1868 schuf die kaiserliche Regierung eine Garde nach westlichem Muster, bestehend aus 500 Soldaten, zumeist Samurai. Der Personalbestand der Armee rekrutierte sich vorwiegend aus den kaisertreuen Hochburgen Satsuma und Chōshū. Neben Samuraieinheiten integrierte die Armee bereits in der loyalistischen Bewegung bestehende nach westlichem Muster kämpfende Einheiten. Ebenso wurde ein Militärangelegenheitenbüro geschaffen, das jeweils einen Zweig für die Armee und einen Zweig für die Marine umfasste. Das Büro gründete ebenso eine nach modernen Standards ausgerichtete Heeresoffizierschule. Die Regierung versuchte 1868 ein Rekrutierungssystem zu etablieren, bei dem jeder Han pro 10.000 Koku 10 Rekruten stellen sollte. Das System funktionierte nur begrenzt und wurde 1869 wieder abgeschafft; die Rekrutierung sollte national zentralisiert stattfinden. Der Armee gelang es nach der Eroberung der Hauptstadt Edo am 3. September 1869 bis Ende des Jahres die Unterstützer des Bakufu in ganz Japan in mehreren Kampagnen niederzuwerfen, wobei sich die westlichen Waffen insbesondere der Artillerie als kriegsentscheidend gegen die traditionell kämpfenden Samurai erwies.
Die Schaffung einer nach westlichem Muster die bestehenden Standesgrenzen aufhebenden Armee war ein Hauptanliegen und -instrument der Reformer um Kaiser Meiji, um die politische und soziale Ordnung des Bakufu-Staates zu überwinden. Die Einführung der Wehrpflicht wurde von der regierenden Elite als Schule der Nation gesehen und sowohl mit militärischer Notwendigkeit im Konkurrenzkampf gegen die als überlegen wahrgenommenen Mächte als auch als Rückgriff auf alte japanische Traditionen des verpflichtenden Militärdiensts gegenüber dem Kaiser begründet. Nach dem Sieg im Bürgerkrieg wurde die Armee erweitert. Die kaiserliche Garde sollte auf 6.200 Mann, bestehend aus moderner Infanterie, Artillerie und Kavallerie, erweitert werden. Die Truppen wurden gemäß einem niederländischen Armeehandbuch von 1829 ausgebildet. 1872 nahm Japan die Produktion von französischen Bronzegeschützen auf. Ab Mitte der 1870er erfolgten zunehmend Importe von Geschützen der Firma Krupp. 1873 erfolgte die Gründung der Infanterieschule Toyama, die nach einer Übersetzung eines französischen Infanteriehandbuchs von 1869 unterrichtete. Spezielle Zweige wie Artillerie oder die Nachrichtentruppe bildeten eigene Ausbildungsstellen. 1875 erfolgte die Aufwertung der Heeresoffiziersschule zur Militärakademie. Während der 1870er musste die Regierung mehrmals große Kontingente an Samurai rekrutieren, um lokalen Samuraiaufständen und Bauernunruhen Herr zu werden, da die Kräfte der Armee hierfür nicht ausreichten. 1873 versuchte die Regierung ein Wehrpflichtmodell nach französischem Vorbild einzuziehen. Jeder körperlich geeignete Mann sollte drei Jahre aktiven Dienst und vier Jahre Reserve ableisten. Der tatsächliche Personalbedarf der 1873 17.900 Mann starken Armee ergab jedoch nur eine Einziehungsrate von 3 – 6 %. Die Einführung der Wehrpflicht stieß bei der Bauernschaft auf oftmals gewalttätigen Widerstand und die Pläne für ein Wehrpflichtsystem wurden von der Regierung zunächst verschoben und kurzzeitig ein Milizsystem propagiert.

### Satsuma-Rebellion
1877 kulminierten die innenpolitischen Spannungen in der Satsuma-Rebellion. Unter Ex-General Saigō Takamori stellte eine Armee von 30.000 Samurai den Machtanspruch der Zentralregierung in Frage. Die Armee war zu diesem Zeitpunkt 25.000 Mann stark. Die Rebellenbewegung konnte sich während der Kämpfe auf 43.000 Mann vergrößern. Die Rekrutierung von Soldaten und vor allem traditionell kämpfender Samurai erlaubten dem kaiserlichen Staat jedoch eine zahlenmäßige Überlegenheit zu erzielen. Kriegsentscheidend wirkte die 7 : 1 Überlegenheit der Armee an moderner Artillerie, welche die Regierung aus dem Ausland importierte und für welche sie den Finanzmitteln der Rebellen das Dreifache, nämlich 40 Millionen Yen, für das Militär entgegenstellte. Der Armee gelang es, die Rebellion niederzuschlagen, jedoch mit hohen Verlusten von rund einem Drittel der Kämpfenden.

### Aufbau eines zentralisierten Heeres

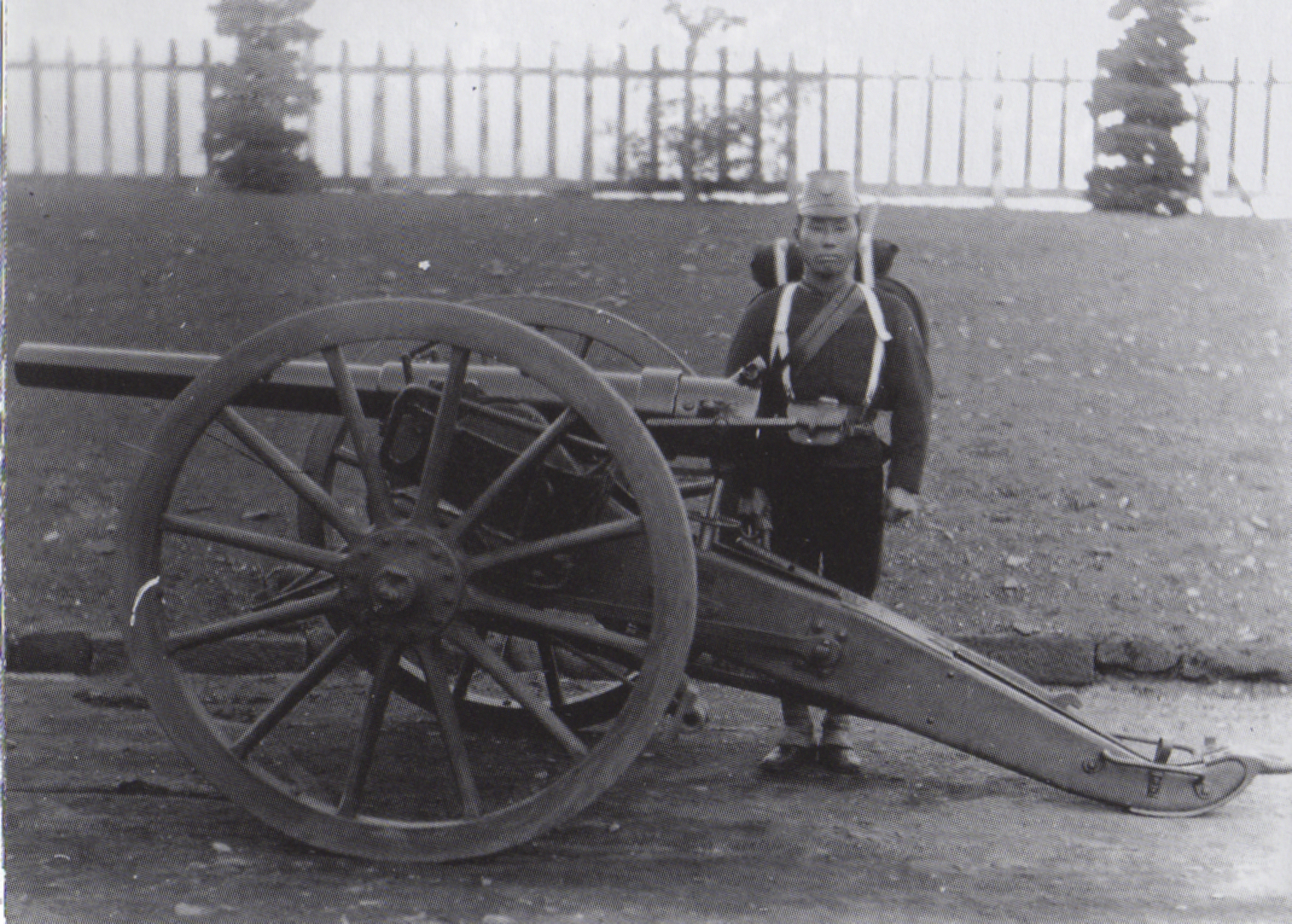
Japanischer Artillerist mit Geschütz, Tokio, 1882

Die Armee wurde nach der Niederschlagung der Revolte weiter verstärkt und modernisiert. Basierend auf den persönlichen Erfahrungen in Deutschland von Hauptmann Katsura Tarō etablierte die Armee im Dezember 1878 einen Generalstab. Dieser orientierte sich am preußischen Modell eines mit direktem Zugang zum Kaiser von Einflussnahme der Politik und der militärischen Verwaltung unabhängigen Generalstabs. Ein Nebenaspekt war,  durch die eingeführte kollektive Führung des Militärs das Aufkommen eines hohen Offiziers mit politischen Ambitionen wie Saigo Takamori zu hintertreiben. Der Generalstab bestand aus einem östlichen und einem westlichen Zweig. Der östliche Zweig war für Hokkaido, Sibirien und die Mandschurei zuständig. Dem westlichen Zweig waren die restlichen japanischen Inseln, Korea und China zugeordnet. Erster Generalstabschef wurde Yamagata Aritomo. Beim Generalstabschef lag im Kriegsfall das Oberkommando, um im Namen des Kaisers Krieg zu führen. Mit der Gründung des Generalstabs wurde gleichzeitig eine Superintendentur eingeführt. Diese umfasste drei regional zugeordnete Offiziere, welche dem Kaiser direkt und unabhängig von anderen militärischen Stellen Bericht erstatteten.
1882 standen 32 Generalstabsoffiziere zur Verfügung. Im selben Jahr verabschiedete die Regierung einen Zehnjahresplan zur Aufstellung eines Heeres aus sieben Divisionen vor dem Hintergrund der militärischen Macht Chinas und Russlands. Die Armee umfasste im selben Jahr 46.000 Soldaten. 1887 schaffte die Armee das bisherige Garnisonssystem ab und ersetzte es durch das System der modernen Infanteriedivision. Im Jahr 1891 erreichte die Armee das gesteckte Ziel von sieben in Friedenszeiten einsatzbereiten Divisionen. Ebenso verfügte sie über Reserven von 240.000 Mann. Das Militärbudget von Heer und Marine stieg von 14 % Anteil am nationalen Haushalt auf 31 % im Jahr 1892. 1884 unternahmen der Armeeminister Ōyama Iwao und drei weitere Generäle eine einjährige Inspektionsreise in Europa. Daraus resultierte das Engagement von Jacob Meckel und maximal sechs weiteren deutschen Offizieren, welche an der Generalstabsakademie unterrichteten. Meckel prägte durch sein Wirken die moderne japanische Militärausbildung maßgeblich. Ebenso dienten 1884–1896 einige wenige italienische Militärberater bei der Herstellung und Wartung in Japan hergestellter Bronzeartilleriegeschütze. Die japanische Armee hatte während dieser Zeit rund 20 Generalstabsoffiziere in Europa, vor allem in Frankreich und Deutschland zur Ausbildung. 1883 und 1889 erfolgten Anpassung der Wehrwesens ans preußische Vorbild, so wurde die Reserve in drei Kategorien unterteilt und die einjährige freiwillige Wehrpflicht zur Bildung eines Reserveoffizierskorps eingeführt. Ebenso wurde für die regulären Divisionen ein regionales Rekrutierungssystem eingeführt. Rund 80 % der eingezogenen Wehrpflichtigen kamen vom Land und waren in der Regel zweite und dritte Söhne von Bauernfamilien. In den 1880er-Jahren initiierte die Regierung ein Bauprogramm für Strategische Eisenbahnen mit dem Ziel, innerhalb Japans durch rasche Truppenverschiebungen der Armee die Abwehr einer Invasion möglich zu machen. Das Eisenbahnnetzwerk schuf erstmals eine durchgehende Bahnverbindung zwischen Ost und Westjapan. 1889 führte die Armee das in Japan produzierte und konstruierte Murata-Gewehr als Standardwaffe des stehenden Heeres ein. 1890 führte die Armee nahe Nagoya eine Großübung zur Invasionsabwehr erfolgreich durch. 1892 inkorporierte die Armee die Samuraimiliz, welche die Regierung in den 1870ern in Hokkaido geschaffen hatte, als inkomplette Division und beseitigte somit die letzten irregulären Militärformationen. 1893 erfolgte die Gründung eines unabhängigen Admiralstabs für die Marine. Bedingung der Armee hierfür war die Schaffung eines Kaiserlichen Großen Hauptquartiers, welches von der Armee kontrolliert wurde als Hauptkommandoinstitution in Kriegszeiten. 1893 umfasste die Armee 6.000 Offiziere, 12.000 Unteroffiziere und 60.000 Wehrpflichtige im stehenden Heer. Die Reserven 1. Klasse umfassten 120.000 Mann. Die Reserven 2. Klasse 150.000 Soldaten.

### Erster Japanisch-Chinesischer Krieg

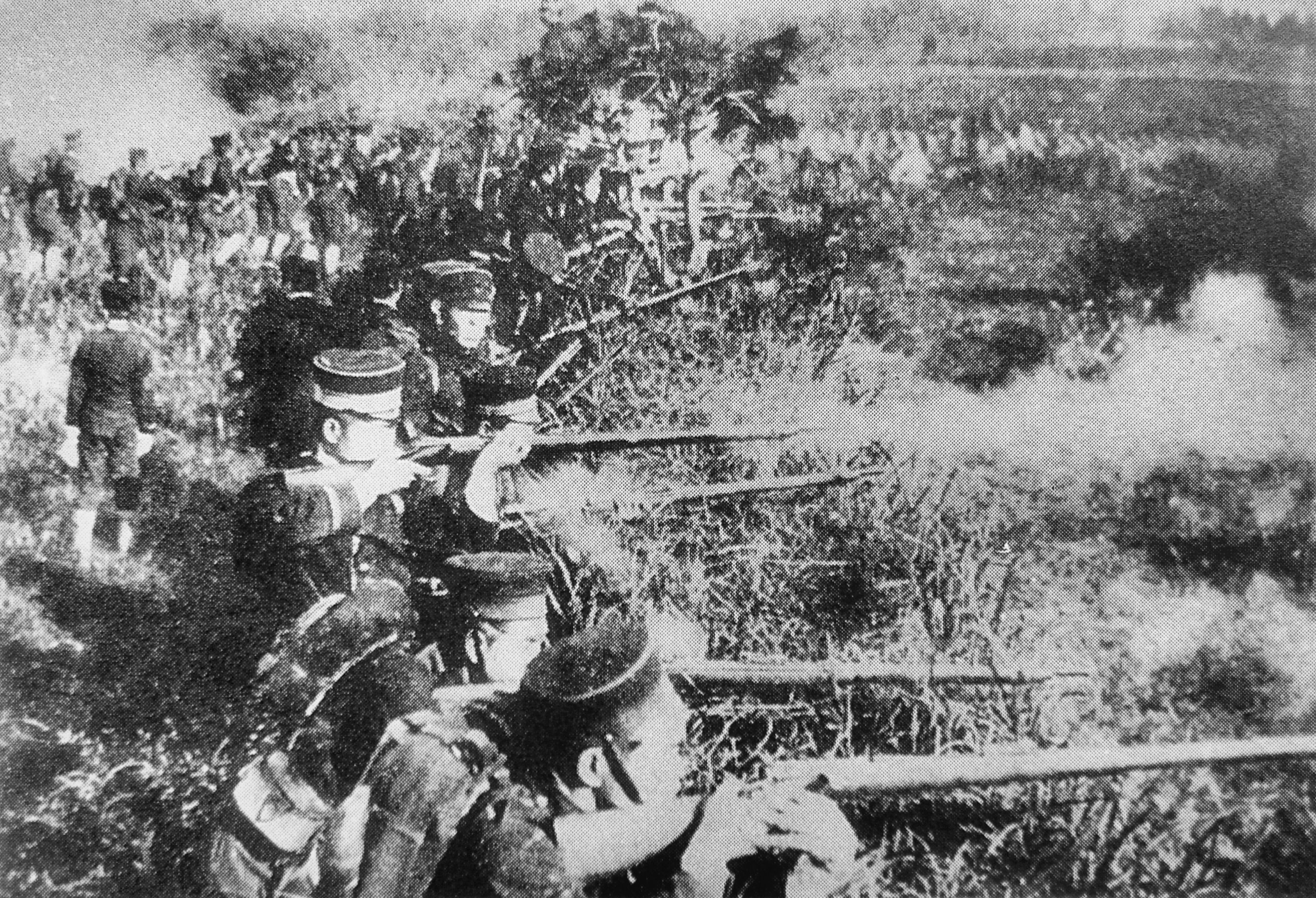
Japanische Infanterie mit japanischen Gewehren vom Typ 22 Murata, 1894

1890 erklärte Yamagata als Premierminister öffentlich, dass, sobald die Transsibirische Eisenbahn fertig gestellt sei, Korea unter russischen Einfluss fallen werde und Japan dies verhindern müsse. Die japanische Armee beschäftigte sich seit 1889 mit Kriegsplanungen gegen China und Korea. 1893 kam der Vizegeneralstabschef Kawakami Sōroku zu dem Schluss, die chinesischen Streitkräfte seien mangels moderner Ausrüstung, Doktrin und Infrastruktur den japanischen qualitativ unterlegen, und ein siegreicher Krieg sei möglich. Der Donghak-Aufstand 1894 und die Entsendung chinesischer Truppen auf Bitten des koreanischen Königs dienten der japanischen Regierung als Vorwand, am 5. Juni 1893 eigene Truppen zu entsenden. Am selben Tag wies Kaiser Meiji die Armee an, das Kaiserliche Große Hauptquartier zu bilden. Am 2. Juli 1894 kam das zivile Kabinett mit den Generalstabschefs formell überein, den Krieg zu beginnen. Nach Kriegsbeginn gelang es der Armee, Korea zu besetzen und der Marine, die chinesische Marine entscheidend zu schlagen. 1161 Soldaten wurden im Gefecht getötet, davon 44 Offiziere und 118 Unteroffiziere. Zur Kriegsführung in Korea warb die Armee 153.000 koreanische Träger an. Dieses System brachte massive Probleme mit sich, rund ein Viertel der transportierten Güter wurden gestohlen. Die Armee selbst machte international durch ein Massaker an chinesischen Zivilisten in Port Arthur Schlagzeilen. Armee und Regierung verschwiegen die Übergriffe, die Armee bestrafte jedoch keine Übergriffe gegen Zivilisten disziplinarisch. Zu Anfang des Krieges wurden chinesische Gefangene von japanischer Seite aus propagandistischen Gründen gut behandelt. Mit Fortschreiten des Krieges waren die japanischen Truppen kaum mehr bereit, Gefangene zu machen oder feindliche Verwundete zu versorgen.
Der japanische Staat stieg durch den Sieg über China zur international akzeptierten Macht auf. Innerhalb Japans wurde der Krieg zum Symbol des Erfolges der Meiji-Restauration. Zur Absicherung der im Krieg gewonnenen Kolonie Taiwan und des Einflusses in Korea fasste das Militär 1896 den Plan einer Erweiterung der Armee auf 13 Divisionen. Dies führte zu einer Einziehungsrate zum Wehrdienst von rund einem Fünftel der wehrpflichtigen Jahrgänge. Der Aufbau der neuen Truppenteile wurde 1898 begonnen und war 1903 abgeschlossen. Zur Sicherung des Offiziersnachwuchses schuf die Armee sechs regionale Kadettenanstalten. Um mit der technischen Entwicklung in Europa mitzuhalten, importierte Japan Anfang des zwanzigsten Jahrhunderts rund 1000 teil- und vollmontierte Artilleriegeschütze aus dem Deutschen Kaiserreich. Im neu angegliederten Taiwan kämpfte die Armee von 1895 bis 1897 gegen eine Guerillabewegung der einheimischen Bevölkerung. Die Kampagne umfasste rund 50.000 Soldaten und 26.000 angeworbene Zivilisten. Bis zur Befriedung der Insel hatte die Armee rund 700 Todesopfer zu verzeichnen. Das Militärbudget im Jahr 1900 machte 41 Prozent des Staatshaushaltes aus, wobei die Armee etwas weniger als die Hälfte des Budgets erhielt. Während des Boxeraufstands stellte die japanische Armee 13.000 des 33.000 Mann starken Expeditionskorps der Interventionsmächte. Das japanische Militär wurde von britischen Beobachtern als modern und diszipliniert eingeschätzt, allerdings wurde eine Tendenz, hohe Verluste in Kauf zu nehmen, kritisiert. Bezüglich der Behandlung der Zivilbevölkerung setzte die Armeeführung mit drakonischen Strafen für Übergriffe eine straffe Disziplin durch. Jedoch beteiligten sich japanische Soldaten wie auch andere Teile des Kontingents an Plünderungen nach dem Sieg in Peking. Durch die Beteiligung kam es zu einer Annäherung an das im Burenkrieg stehende Großbritannien, welches durch das japanische Kontingent entlastet wurde. Die 1902 geschlossene Anglo-Japanische Allianz wurde in der japanischen Armeeführung als strategischer Wendepunkt gesehen, da sie die Gefahr einer Invasion oder westlichen Intervention gegen Japan unmöglich mache. Ebenso erhielt die Armee durch den Sieg über den Boxeraufstand das Recht auf eine dauerhafte Militärpräsenz in Nordchina, wozu der Generalstab die Garnisonsarmee Nordchina dauerhaft stationierte.

### Russisch-Japanischer Krieg

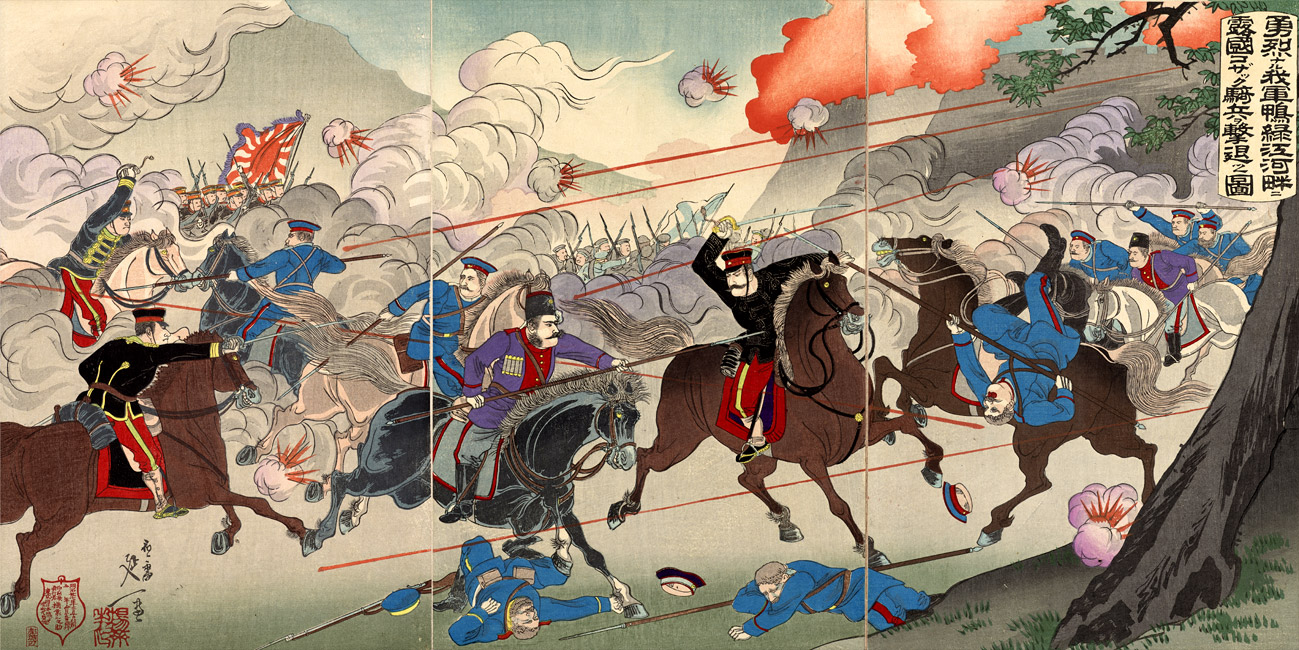
Holzschnittarbeit mit idealisiertem Kavalleriegefecht im Zuge der Landschlacht am Yalu, 1904

Die Armee identifizierte seit ihrer Gründung Russland als möglichen Kriegsgegner aufgrund der Konkurrenzsituation in Nordostasien. Die ersten tatsächlichen Kriegsplanungen begannen ab 1900, wobei die Pläne mehrmals der Lage angepasst wurden und sowohl offensive und defensive Optionen existierten. 1903 teilte der Generalstabschef Ōyama Iwao dem Kaiser mit, dass eine weitere Einmischung Russlands in Korea die nationale Sicherheit bedrohe. Die politische Führung kam überein, erst eine diplomatische Lösung zu versuchen, legte sich aber bei einem Scheitern auf einen Krieg fest. Vizegeneralstabschef Kodama Gentarō erarbeitete einen offensiven Kriegsplan, welcher die Mandschurei und Korea gegenüber Russland sichern sollte. Ziel des Krieges war die Vernichtung der militärischen Verbände Russlands im Fernen Osten durch Einkreisung mit in Nordchina angelandete Streitkräfte. Die japanische Armee plante dabei vier Armeen, davon eine in Korea und drei in Nordchina ein, um diese Ziele zu erreichen. Die Durchführbarkeit des Plans war von der Seeherrschaft über das Gelbe Meer abhängig. Im Zuge der Kriegsplanungen konnte die Marine gegenüber der Armee an politischem Gewicht gewinnen und erhielt einen eigenständigen Generalstab, dessen Chef wie sein Heerespendant direkten Zugang zum Kaiser hatte. Am 4. Februar 1904 beschloss der Kronrat unter Vorsitz Yamagatas den Krieg gegen Russland. Zwei Tage später eröffnete die Marine die Gefechte und die Armee begann erste Truppenverschiffungen.
Die Kaiserliche Armee kam mit der Aktivierung von 17 regulären Divisionen und 8 Reservedivisionen während des Krieges an ihr personelles Limit und verfügte über keine nennenswerten Reserven auf dem japanischen Festland mehr. Der Armee gelang es zwar, in der Mandschurei zahlreiche siegreiche Schlachten gegen die russische Armee zu schlagen, eine kriegsentscheidende Einkreisung gelang jedoch nicht. Die Landstreitkräfte gingen mit einer veralteten Doktrin, welche die Infanterie in sehr engen Formationen feindlichem Feuer aussetzte, in den Krieg und erlitt infolgedessen sowohl beim Militär wie bei der Zivilbevölkerung nicht vorausgesehene Verluste. Die Marine zwang Russland durch den Sieg über die Baltische Flotte in der Seeschlacht von Tsushima, in Friedensverhandlungen einzutreten. Der Staat erhob den Sieg zur Ikone des japanischen Militarismus. Im Gegensatz zur offiziellen Version existierte für Generalstabsoffiziere ein Bericht, welcher die Schwächen der Armee und der japanischen Kriegswirtschaft offenlegte. Nach eigener Einschätzung wäre ein längerer Krieg nicht möglich gewesen, da die Berechnungen für den Landkrieg an Material und Menschen mehrfach die Vorkriegsplanungen überstieg und die japanische Industrie nicht für einen dauerhaften modernen Krieg bereit gewesen sei. Der als Kriegsheld international gefeierte Eroberer von Port Arthur Nogi Maresuke musste wegen mangelnder Qualifikation durch einen vom Kaiser gesandten Generalstabschef entmachtet werden, um die Belagerung zu Ende zu bringen, da er aus politischen Gründen nicht abgelöst werden konnte. Die Armee verzeichnete einen Verlust von 120.000 Soldaten, davon rund 60.000 Kriegstote, 58.000 Invaliden und 2.600 Kriegsgefangene. Bei jedem heimkehrenden Gefangenen fand eine Prüfung auf militärische Pflichtverletzungen statt. Im Zuge derer wurden fünf Heeresoffiziere degradiert oder entlassen. Ausbrecher aus der Gefangenschaft oder laut Prüfung unverschuldet in Gefangenschaft geratene Soldaten wurden mitunter ausgezeichnet. Innerhalb der Bevölkerung wurden Rückkehrer aus der Gefangenschaft vereinzelt aus ihren Gemeinschaften ausgeschlossen und gezwungen, ihren Wohnort zu wechseln. Das Heer nahm im Laufe des Krieges rund 80.000 russische Soldaten gefangen. Das Kriegsministerium hatte bereits vor dem Krieg Regularien für Gefangenenlager in Japan geschaffen. Die Gefangenen wurden gut behandelt. Familienangehörige und Verwundete wurden nach Russland repatriiert. Mitunter kamen Repatriierungen nach Russland auch auf Ehrenwort vor. Die japanische Armee sorgte dafür, dass russische Lazarette im Kriegsgebiet auch nach der Niederlage der russischen Truppen weiter Patienten versorgen konnten. Nach dem Krieg wurde Japan durch das Internationale Rote Kreuz für seine humane Behandlung von Kriegsgefangenen belobigt.
Nach dem Krieg formulierte die Heeresführung um Yamagata den Plan, die Größe der Landstreitkräfte auf 25 reguläre Divisionen und 25 Reservedivisionen ungefähr zu verdoppeln. Dies traf auf Widerstand der zivilen Politiker, welche die Rüstungsausgaben nicht weiter ausufern lassen wollten. Der Kaiser segnete den Expansionsplan 1907 ab. Der Ausbau der Streitkräfte sollte 1928 abgeschlossen sein. Das Offizierskorps hatte sich während des Krieges die Zustimmung des Parlaments zum Kriegsbudget gesichert, als Zugeständnis erklärte sich die Armee erstmals einverstanden, Spitzenpolitiker der seit 1888 erlaubten politischen Parteien Japans in Kabinettspositionen zu akzeptieren. Die zivilen Politiker versuchten wiederum, durch Gesetzgebung die Kontrolle über die Streitkräfte zu gewinnen, was die Heeresführung um Kriegsminister Terauchi Masatake durch Intervention beim Kaiser verhindern konnte. In den Folgejahren kam es zu ständigen Querelen zwischen Regierung und Militär, da die Zivilpolitiker angesichts der gesamtwirtschaftlichen Lage die Militärausgaben zu reduzieren suchten. Bei der Thronbesteigung des Kaisers Taishō 1912 blockierte die Heeresführung monatelang die Regierungsbildung, was schließlich zu Massenprotesten gegen die politische Rolle der Armee führte. Die Heeresführung selbst gründete 1910 die Reservistengesellschaft und 1915 die Großjapanische Jugend, um ihrerseits die Gesellschaft in ihrem Sinne zu durchdringen und politisches Mobilisationspotential zu erlangen.

### Erster Weltkrieg und Sibirische Intervention
Dem Ersten Weltkrieg trat Japan als Kriegspartei auf Seiten der Entente durch seine Bündnisverpflichtung mit Großbritannien bei. Die Armee führte 1914 eine sechswöchige Kampagne zur Eroberung der deutschen Besitzungen in Tsingtao durch. Innerhalb der Armee zog man aus der Konfrontation mit den deutschen Kräften den Schluss, dass die eigene technische Ausstattung an Flugzeugen, Kommunikationsmitteln, Artillerie und Maschinengewehren unzureichend war. Die Armee hatte 1.400 Mann verloren, davon 400 Tote. Rund 5.000 deutsche Kriegsgefangene wurden nach Japan gebracht und gut behandelt. 99 % überlebten die Gefangenschaft. Im Gegenzug zu den vorherigen Kriegen unterblieb die Einrichtung eines Großen Hauptquartiers. 1914/1915 schuf die Armee bei der Belagerung von Tsingtao ihre erste Fliegereinheit. Ende 1915 gründete die Armee als Reaktion auf Berichte über den Einsatz von Giftgas an der Westfront eine Forschungsstelle für chemische Kampfstoffe unter Leitung des Militärarztes Koizumi Chikahiko. Dieser führte 1917 die ersten brauchbaren Gasmasken in der Armee ein.
Die Westalliierten stellten mehrmals Forderungen nach japanischen Truppenkontingenten, welche in Mesopotamien oder Europa eingesetzt werden sollten. In Japan herrschte zwischen der Militärführung und Regierung Konsens, dass so ein Einsatz nicht im Sinne des Landes liege. Infolgedessen wurden die Forderungen an unrealistische politische und militärische Bedingungen geknüpft und verliefen nach und nach im Sande. Nach dem Ausscheiden Russlands nach der Oktoberrevolution und dem Friedensvertrag von Brest-Litowsk entschloss sich die Regierung des 1916 zum Premierminister aufgerückten Terauchi Masatake zur Intervention im Russischen Bürgerkrieg. Im März 1918 landete Marineinfanterie in Wladiwostok und die Regierung Terauchi unterstützte die antikommunistischen Kräfte um Alexander Koltschak. Das japanische Kontingent in Sibirien wuchs im Oktober desselben Jahres auf 70.000 Mann und lieferte sich einen Guerillakrieg mit prosowjetischen Partisanen. Für die Intervention richtete die Heeresführung ein geheimes Hauptquartier ein, um zivile Politiker vor der Einmischung in die Führung der Intervention auszuschließen. Die hohen Kosten der Intervention und der Nahrungsmittelverbauch des Expeditionskorps trugen zur Entstehung der Reisunruhen bei, welche Terauchi zum Rücktritt zwangen. Im August 1919 forderte die Militärführung die Aufstockung des Kontingents auf 250.000 Soldaten. Die Regierung des Seiyukaichefs Hara Kei verweigerte einen solchen Schritt. 1922 zog seine Regierung die letzten Soldaten aus ehemals russischem Territorium ab. Hara Kei selbst wurde kurz darauf von einem rechtsextremistischen Terroristen in aller Öffentlichkeit ermordet. Die Militärintervention in Russland wurde sowohl in der Presse wie auch in Parlamentsdebatten als Fehlentscheidung bewertet, was das Militär als Prestigeverlust wertete. Das Militär selbst zog aus dem Ersten Weltkrieg den Schluss, dass kurze Feldzüge mit begrenzten Zielen, welche einen schnellen Sieg erbringen konnten, der Vergangenheit angehörten. In Militärkreisen setzte sich das Konzept einer militarisierten, zum Totalen Krieg bereiten Gesellschaft durch. Die bestehende Annahme, dass Japans Großmachtstatus nur durch die Kontrolle der Ressourcen des asiatischen Festlandes zu halten sei, rückte dadurch noch mehr in den Mittelpunkt. Als neue mögliche Kriegsgegner kristallisierten sich die Sowjetunion, Großbritannien und die USA heraus. Kurz nach dem Ersten Weltkrieg begannen erste Planungen für eine Eroberung von US-Militärbasen im Pazifikraum inklusive des Angriffs auf die Philippinen.

### Zwischenkriegszeit
Das Große Kantō-Erdbeben von 1923 stärkte das öffentliche Bild des Heeres, welches stark an den Rettungs- und Wiederaufbaumaßnahmen beteiligt war. Ebenso stärkte der wirtschaftliche Schaden den Wunsch der zivilen Führung, die Rüstungsausgaben zu beschränken. Nach dem Ersten Weltkrieg beschloss die Armeeführung eine Heeresstruktur aus 21 regulären und 19 Reservedivisionen als Ziel. Bezüglich der Einsatzdoktrin stand ein traditionalistisches Lager, welches einen kurzen Krieg mit einer hohen Friedensstärke der Armee führen wollte, einem modernistischen Lager gegenüber, welches eine kleinere, aber hochtechnisierte Friedensarmee wollte und einen Reservenapparat, welche einen langen, ressourcenintensiven Krieg wie im Ersten Weltkrieg möglich machen sollte. Ab 1925 konnte letzteres Lager durch Kriegsminister Ugaki Kazushige einige Reformen in ihrem Sinne durchsetzen. So wurden die ersten beiden Panzereinheiten geschaffen, der Militärdienst von drei auf zwei Jahre reduziert und durch Personaleinsparung bei gleichbleibender Einheitenzahl mehr Funkgeräte, Kraftfahrzeuge und Maschinengewehre pro Einheit angeschafft. Die Modernisierungspolitik wurde bei der politischen Führung als Mittel der Kostenbeschränkung gesehen und befördert, stieß jedoch auf Widerstand des traditionalistischen Lagers um Araki Sadao. In der in militärischen Instruktionsdokumenten festgelegten Doktrin setzten sich die Traditionalisten durch, welche überlegene Kampfmoral als Mittel zur Überwindung materieller Unterlegenheit propagierte. Hinzu kam eine weitere Verstärkung des traditionellen Ehrenkodexes, welche Selbstaufopferung und Kampf bis zum letzten Mann heroisierte und die Nichtumsetzung sozial stigmatisierte. Die durchgeführten Militärübungen endeten in allen Fällen in Frontalangriffen der Infanterie, welche die tatsächlichen Verluste unterschätzten. Die Kritik daran durch Offiziere mit Erfahrung als Beobachter an der Westfront des Ersten Weltkriegs wurde als defätistisch wahrgenommen und stigmatisiert. 1927 errichtete die Armee eine Produktionsstätte für chemische Waffen auf der Insel Okunoshima bei Hiroshima. 1933 folgte die Einrichtung einer Heeresschule für chemische Kriegsführung in Narashino.
Der zum Premierminister aufgerückte General Tanaka Giichi verfolgte eine aggressive Chinapolitik mit dem Ziel, Japans Ressourcenarmut durch Okkupation chinesischen Territoriums auszugleichen. 1928 eroberte die Armee im Jinan-Zwischenfall die gleichnamige chinesische Stadt von Truppen der Guomindang, um den Machtanspruch des pro-japanisch agierenden Warlords Zhang Zuolin durchzusetzen. Dieser wurde im selben Jahr von Offizieren der Kwantung-Armee ermordet, um einen Vorwand für weitere militärische Operationen zu liefern. Die Verschwörung wurde jedoch innerhalb Japans zum Skandal, da die wahren Täter durch die Presse namentlich bekannt gemacht wurden und einer Strafverfolgung entgingen. Giichi musste deswegen zurücktreten. Im selben Jahr begannen Offiziere der Kwantungarmee um ihre Operationsoffiziere Ishiwara Kanji und Itagaki Seishirō Planungen zur Übernahme der Mandschurei ohne Abstimmung mit der politischen Führung. Dies mündete 1931 in den Mukden-Zwischenfall. Der Armee gelang es bis 1932, die Mandschurei zu besetzen. Dabei kam es zu Gefechten mit den Truppen des Warlords Zhang Xueliang. Nach Ende der Kämpfe sahen sich die japanischen Truppen einer Guerillakampagne gegenüber, welche sie nach eigenen Angaben nach eineinhalb Jahren niederschlagen konnte, welche jedoch nicht zur Ruhe kam. Die Kwantung-Armee installierten den Vasallenstaat Mandschukuo und dehnte seine seit dem Russisch-Japanischen Krieg bestehenden wirtschaftlichen Aktivitäten auf die eroberte Region aus, die den Schwerpunkt der modernen Industrie und des Bergbaus in China darstellte. Als Staatsoberhaupt diente der abgesetzte Kaiser Pu Yi. Das Heer erreichte damit eine Machtfülle, die es den anderen Kriegsherren in China ebenbürtig machte Offiziere der in China stationierten Armeeeinheiten betrieben eigenständig eine Destabilisierungspolitik gegenüber der Republik China, welche Subversion, ökonomische Kriegsführung durch Schmuggel und die Unterstützung von gegen die Zentralgewalt gerichtete Warlords umfasste. Die Armee verfolgte das Ziel in einem geschwächten und geteilten China, selbst als Ordnungsmacht aufzutreten und sich dadurch Territorium und Einfluss für Japan zu sichern. Bezüglich des politischen Ziels der Einverleibung chinesischen Territoriums zur Gewinnung wirtschaftlicher Ressourcen herrschte Konsens zwischen Regierung und Militärführung. Die Zivilregierung hielt militärische Aktionen jedoch für verfrüht und versuchte, eine Strategie des Friedens durch westliche Vermittlung durchzusetzen. Dies führte zur Absetzung des Kabinetts von Premierminister Wakatsuki Reijirō. Sein Nachfolger Inukai Tsuyoshi wurde 1932 von Ultranationalisten bei einem Putschversuch ermordet, nachdem er versucht hatte, eine diplomatische Lösung des unerklärten Konflikts mit China herbeizuführen. Als prominenter innenpolitischer Gegner der Armeeführung tat sich Finanzminister Takahashi Korekiyo hervor, der durch eine keynesianistische Finanzpolitik Japans städtische Wirtschaft aus der Weltwirtschaftskrise führte. Er kritisierte die Militärführung wegen ihrer expansionistischen Ziele und ihrer Forderung nach einer Planwirtschaft und schlug eine pro-westliche Außenpolitik und Allianz mit China gegen die Sowjetunion vor. Die Militärs negierten seine Erfolge in der Wirtschaftspolitik und führten den Aufschwung auf die Besetzung der Mandschurei zurück.
Antijapanische Unruhen lieferten den Vorwand zur Schlacht um Shanghai, welche mit der Entmilitarisierung der Stadt und somit einem weiteren chinesischen Souveränitätsverlust endete. Die japanische Presse heroisierte die Kämpfe und das selbstaufopfernde Verhalten der Soldaten, selbst wenn dies zweifelhaften militärischen Nutzen hatte. Ebenso wurde Selbstmord bei Nichterfüllung des Ehrenkodexes öffentlich propagiert und von betreffenden Individuen gefordert. Innerhalb des Offizierkorps selbst kam es zur Ausbreitung von Putschbestrebungen mit dem Ziel, den Parlamentarismus durch eine Militärdiktatur zu ersetzen. Von 1930 bis 1935 kam es zu 20 rechtsextremistischen Anschlägen aus Militärkreisen, vier vollzogenen politischen Morden, 5 verhinderten Mordkomplotten und vier versuchten Staatsstreichen. Der schwerste Vorfall war der Putschversuch vom Februar 1936, bei dem jüngere Offiziere vier Tage lang die Hauptstadt Tokio besetzten und politische Gegner ermordeten. Unter den Mordopfern fand sich auch Finanzminister Takahashi. Der Putschversuch scheiterte wegen der Nichtunterstützung durch den Kaiser. Nachdem die Truppen in die Kasernen zurückgekehrt waren, wurden 13 beteiligte Offiziere und zwei rechtsextreme Zivilisten hingerichtet. In Folge des Putschversuchs wurden sieben von zehn aktiven Generälen in den Ruhestand geschickt und 3.000 Offiziere innerhalb Japans versetzt. Mit Unterstützung des Thrones übernahm die Fraktion um Tōjō Hideki die führende Rolle in der Armee. Diese Fraktion legte den Fokus auf Innovation, Modernisierung sowie Vorbereitung einer Plan- und Kriegswirtschaft im Sinne eines Totalen Krieges analog dem Ersten Weltkrieg. Die Usurpation der Außenpolitik und die Putschversuche stärkten die dominante Position der Armee innerhalb des politischen Systems. Außenpolitisch führten sie jedoch zu einer Isolation des Landes.
1936 legte Ishiwara Kanji einen Plan zur Erweiterung des Heeres auf 55 aktive Divisionen vor, welches 40 Divisionen für das Jahr 1942 als Zwischenziel formulierte. Die vorgesehenen Militärausgaben für Heer und Marine nahmen rund die Hälfte des nationalen Budgets in Anspruchs. Zentral innerhalb der Planung war der Ausbau der Industrie in Mandschukuo zum Zweck der Aufrüstung. 1937 umfasste das Heer 247.000 Soldaten, organisiert in 17 aktiven Divisionen, sowie vier Panzerregimenter. Vier Divisionen standen als Kwantung-Armee in der Mandschurei. Zwei waren dauerhaft in Korea stationiert. Die Heeresluftwaffe umfasste 549 Flugzeuge, gegliedert in 54 Staffeln. Der Mechanisierung der Armee waren durch die mangelnde Industrialisierung enge Grenzen gesetzt. Das Militär schätzte den Bedarf bei Vollmotorisierung aller Einheiten auf 250.000 Kraftfahrzeuge. Demgegenüber stand eine zivile Produktion von nur 1.000 Fahrzeugen im Jahr 1933. 1937 lag die Produktion von Artilleriemunition im Frieden mit rund 111.000 Geschossen pro Monat bei rund einem Zehntel des monatlich errechneten Kriegsbedarfs. Die Artillerie reagierte auf den Munitionsmangel mit der Doktrin Ein Schuss – Ein Treffer und suchte diesen Nachteil durch Qualität auszugleichen. Im Vergleich zu westlichen Armeen fand relativ wenig Training mit scharfer Artilleriemunition statt. Schwere Geschütze konnten von der japanischen Industrie nur in sehr geringer Stückzahl hergestellt werden. In der Zwischenkriegszeit erfolgte der planmäßige Aufbau einer militärischen Luftfahrtindustrie durch Armee und Marine. Dabei konkurrierten japanische Konzerne mit Prototypen nach Vorgaben der Militärs. Die im Bieterwettstreit unterlegenen Firmen erhielten Produktionsaufträge des Siegermodells in Lizenz. In den 30ern erreichte Japan bei der militärischen Flugzeugproduktion Unabhängigkeit von Importen und konnte selbst qualitativ hochwertige Neuentwicklungen liefern. 1936 wurde die Heeresluftwaffe zur eigenen Waffengattung des Heeres aufgewertet.

### Zweiter Japanisch-Chinesischer Krieg
Die chinesische Führung um Chiang Kai-shek hatte seit 1931 auf japanische Militäroperationen mit Zugeständnissen und Appeasement reagiert. Ab den dreißiger Jahren legte der japanische Generalstab unter dem Einfluss von Ishiwara Kanji den Fokus auf einen möglichen Krieg mit der Sowjetunion. Dieser Politikwechsel wurde durch den Aufbau der Roten Armee im Fernen Osten befeuert. China spielte eine untergeordnete Rolle und die japanische Führung schätze die Guomindang als zu schwach ein, einen längeren Krieg gegen Japan durchzuhalten. Der japanische Generalstab plante nach dem Zwischenfall an der Marco-Polo-Brücke eine Strafexpedition in Nordchina und Shanghai. Diese rechtfertigte die militärische und zivile Führung mit Truppenverstärkungen der KMT-Regierung. Generalstabschef Prinz Kan’in Kotohito und Kriegsminister Sugiyama Hajime berichteten dem Kaiser, dass die Republik China durch einen einmonatigen Waffengang besiegt und zu weitreichenden politischen Zugeständnissen gezwungen werden könne. Die japanische Armee war der chinesischen technisch und organisatorisch deutlich überlegen. Insbesondere in der Luft konnten Heer und Marine mit 1.500 einsatzbereiten Flugzeugen gegen die chinesischen 300 Flugzeuge die Luftüberlegenheit herstellten. Im ersten Monat des Krieges konnten die japanischen Truppen die Metropolen des Nordens, Peking und Tianjin, unter ihre Kontrolle bringen. Bei der Schlacht um Shanghai eröffnete Japan eine zweite Front, die bei den chinesischen Verteidigern eine mehrwöchige Abnutzungsschlacht zur Folge hatte. Die Verluste an Toten und Verwundeten von 40.000 Mann sorgte für Unmutsbekundungen der Zivilbevölkerung und Angehöriger von Gefallenen auf den Heimatinseln. Nach der Eroberung Schanghais eroberten japanische Truppen die Hauptstadt der Republik China, Nanjing. Die von chinesischen Truppen aufgegebene Stadt wurde Ort eines Massakers an der Zivilbevölkerung, dem nach chinesischen Angaben 300.000, nach japanischen Angaben bis zu 100.000 Menschen zum Opfer fielen. Das Ziel, die chinesische Regierung zur Aufgabe zu zwingen, wurde jedoch verfehlt. Die chinesische Regierung hatte ihr Hauptquartier bereits vor der Schlacht nach Wuhan evakuiert. Ende 1937 hatte die japanische Armee 16 Divisionen mit rund 600.000 Mann bei einer Gesamtstärke von 950.000 Mann in China stationiert. Zum Ende des Jahres waren die Einheiten erschöpft und die Logistik überdehnt. Der Generalstab hob Reservedivisionen aus, welche nach China gesandt wurden, im Rotationsverfahren. Die regulären Divisionen sollten im Mutterland und der Mandschurei aufgefrischt werden und dort gegebenenfalls gegen einen Angriff der Sowjetunion bereitstehen. Aufgrund innenpolitischen Drucks durch die hohen Verluste des Krieges übernahm die japanische Zivilregierung unter Fumimaro Konoe im Januar 1938 die expansionistischen Kriegsziele des Militärs und erklärte die Zerschlagung des Kuomintang-Staates zum Kriegsziel Japans, woraufhin auch der endgültige Abbruch der diplomatischen Beziehungen erfolgte. Ebenfalls Anfang des Jahres 1938 formulierte Chiang Kai-shek die Order, einen Abnutzungskrieg von langer Dauer mit dem Ziel der Vertreibung der Japaner aus China zu führen.
Nach der Schlacht um Wuhan Mitte 1938 und der Eroberung von Guangzhou Ende 1938 entstand eine Pattsituation, bei der weitere Geländegewinne aus Sicht des japanischen Generalstabs nicht mehr zu erzielen waren. Die japanische Zivil- und Militärführung implementierte daraufhin einen Plan, durch Bombardierung der Zivilbevölkerung sowie politischer, wirtschaftlicher und infrastruktureller Ziele den Widerstandswillen der chinesischen Bevölkerung zu brechen und die KMT-Regierung von Nachschub aus dem Ausland abzuschneiden. Hierfür wurden die Luftstreitkräfte sowohl des Heeres als auch der Marine herangezogen. Eines der Hauptziele war die KMT-Hauptstadt Chongqing. Von 1939 bis 1941 führten japanische Flugzeuge 141 Bombardierungsmissionen gegen die Stadt aus, bei der rund 10.000 Zivilisten getötet und etwa ebenso viele Wohnstätten zerstört wurden. Die Kampagne verfehlte beide Ziele. Der KMT-Staat konnte durch Rationierung und Luftabwehrmaßnahmen seine Funktionsfähigkeit behalten und seine Kommunikationswege nach außen erhalten. Der Widerstandswille der Bevölkerung in den KMT-Gebieten wurde durch den Gewalteinsatz eher gestärkt. Der gleichzeitig stattfindende Versuch der japanischen Führung, einen Marionettenstaat in China unter dem KMT-Deserteur Wang Jingwei zu installieren, stieß auf nur sehr geringen Zuspruch der chinesischen Bevölkerung.
Im Sommer 1939 ließ die von den Kämpfen in China unberührte Kwantung-Armee den Japanisch-Sowjetischen Grenzkonflikt um die Grenzziehung zwischen Mandschukuo und dem sowjetischen Klientelstaat der Mongolei eskalieren. Bei der Schlacht von Chalchin Gol versuchte die japanische 23. Division sowjetische Kräfte aus umstrittenem Territorium zu vertreiben. Hierbei setzte die Kwantung-Armee ihre modernsten Panzereinheiten ein. Der japanische Angriff scheiterte und der sowjetische Gegenschlag führte zu 17.000 Mann Verlusten bei der Division. Davon waren rund die Hälfte Todesfälle. Die Führung der Kwantung-Armee wollte weitere drei Divisionen schicken. Angesichts des Hitler-Stalin-Pakts ordnete das Kaiserliche Große Hauptquartier ein Ende der Kampfhandlungen an. Im Nachgang der Niederlage wurden die 139 repatriierten Kriegsgefangenen gesellschaftlich geächtet und je nach Rang verschiedenen Repressionen durch den eigenen Staat ausgesetzt. Die Niederlage der am besten gerüsteten japanischen Einheiten gegen die Sowjets führte zu keiner offenen Debatte innerhalb der Militärführung. Stattdessen wurden Soldaten und Offiziere der 23. Division für die Niederlage verantwortlich gemacht.

### Zweiter Weltkrieg

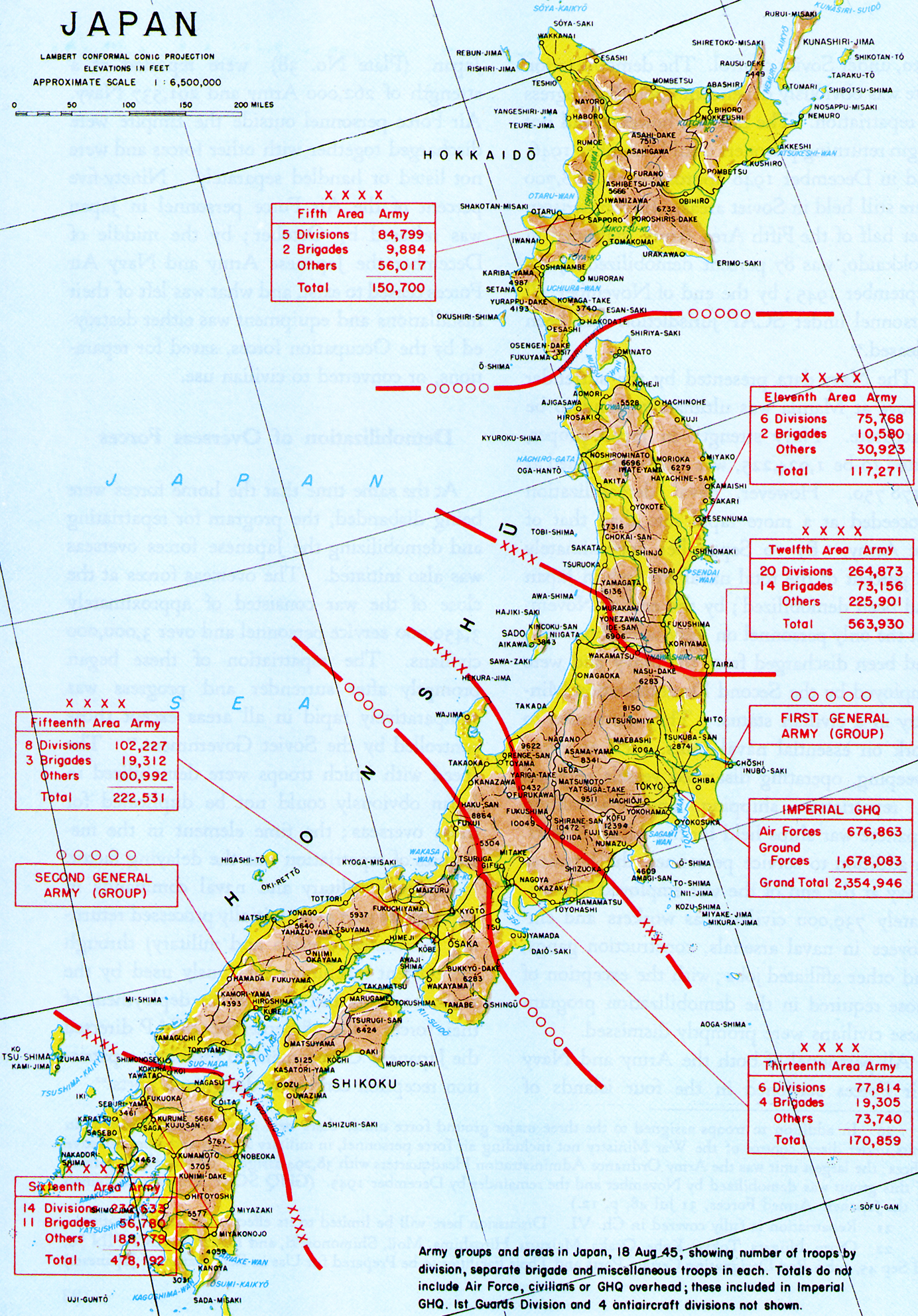
Aufstellung der Kaiserlich Japanischen Armee im Heimatland zur Zeit der Kapitulation am 18. August 1945

Nach der Niederlage Frankreichs im Westfeldzug konnte Japan Französisch-Indochina durch Konzessionen des Vichy-Regimes in seine Einflusssphäre ziehen. Mit dem Beginn des Deutsch-Sowjetischen Krieges änderte sich für die japanische Armeeführung das Kräftegleichgewicht in Ostasien. Die Armeeführung rechnete mit einem umfassenden Truppenabzug der Roten Armee aus Ostasien. Teile des Generalstabs und des Stabs der in der Mandschurei stationierten Kwantung-Armee befürworteten ein Losschlagen und konnten eine Mobilisierung der Armee erreichen. Die Sowjetunion nahm die Truppenreduktionen jedoch nicht in dem Ausmaß vor, infolgedessen entschied sich der Kaiserliche Große Generalstab gegen einen Angriff auf die Sowjetunion. Nach der Berufung von Tojo Hideki im September 1941 propagierten Armee und Regierung den Krieg gegen die Westmächte zur Neuordnung Ostasiens mit dem Ziel einer japanischen Vorherrschaft und Ressourcenautarkie. Die Marine argumentierte aufgrund des aus ihrer Sichts schlechter werdenden Kräftegleichgewichts für einen raschen Kriegseintritt gegen die Vereinigten Staaten. Am 5. November 1941 erfolgte die formelle Festlegung der Regierung und der Militärs im Dezember 1941, die USA anzugreifen sowie die westlichen Kolonien in Ostasien anzugreifen. Die Armeeführung versprach sich einen raschen Sieg, der durch die Ressourcenzugewinne und die Isolation Chinas von Nachschub aus den alliierten Staaten auch das Blatt in China endgültig zu Gunsten Japans wenden werde. Der Marinegeneralstabschef Osami Nagano berichtete Hirohito, er könne die Westalliierten zur See zwei Jahre bekämpfen, könne aber über diesen Zeitraum keine Garantien eines Sieges geben. Generalstabschef Hajime Sugiyama plante, durch die Eroberungen in Ostasien eine strategisch überlegene Position gegenüber den Westmächten zu erreichen. Als mögliches Fernziel wurde ein Erreichen der Seeherrschaft über den Indischen Ozean genannt, welcher laut dem Generalstab eine britische Kapitulation aus wirtschaftlichen Gründen zur Folge haben sollte. Die hypothetische Kapitulation Großbritanniens sollte in den Augen der Armeeführung für einen Friedensschluss mit den USA sorgen.
Nach dem Angriff der Marine mit Flugzeugen von Flugzeugträgern aus auf Pearl Harbor setzte die Armee den südlichen Vormarsch gegen die westlichen Kolonien in Südostasien um. Bis März 1942 konnte das Heer Thailand, Burma, Borneo, Hongkong, die Philippinen, Burma, Java und Sumatra unter Kontrolle bringen. In den ersten fünf Monaten des Jahres 1942 machte Japan 250.000 Kriegsgefangene. Die eigenen Verluste waren mit 7.000 Toten und 14.000 Verwundeten gering. Simultan zu Pearl Harbor eröffnete die japanische Armee in China eine großangelegte Bodenoffensive (Operation Gogo) mit dem Endziel, die Streitkräfte der Republik China zu zerschlagen und die Kriegshauptstadt Chongqing einzunehmen. Die Japaner konnten zwar territoriale Gewinne erzielen, diese jedoch aufgrund fehlender Truppenzahl nicht dauerhaft konsolidieren. Die japanische Führung musste im Verlauf des Pazifikkrieges immer mehr Truppen aus China zur Verteidigung der Pazifikinseln gegen die USA abziehen. Der Versuch, Chiang Kai-sheks Regierung aus dem Krieg zu werfen, wurde im Dezember 1942 eingestellt. Nach der verlustreichen Schlacht um Guadalcanal bündelte Japan die vorhandenen Kräfte zur Verteidigung gegen die Vereinigten Staaten am pazifischen Kriegsschauplatz.
Die Kaiserliche Armee hatte von Beginn an im Krieg gegen China routinemäßig Giftgas eingesetzt. Durch die Wirkung der chemischen Waffen starben rund 37.000 bis 80.000 chinesische Soldaten und Zivilisten. Gegen die Westmächte nahm die Militärführung Abstand vom Einsatz von Chemiewaffen, weil sie die Möglichkeit eines Gegenschlags mit diesen Waffen seitens der Alliierten befürchtete.

### Politische Einflussnahme
Politisch einflussreich war die Armee seit der Gründung während der Meiji-Restauration. Die Kaiserlich Japanische Armee und die Kaiserlich Japanische Marine hatten seit 1900 auch formal ein Vetorecht bei der Kabinettsbildung. In den 1930er Jahren kam es zu mehreren Putschversuchen des Militärs, so zum März-Zwischenfall, zum Oktober-Zwischenfall 1931 und zum Mai-Zwischenfall 1932 (Ermordung des Premiers Inukai Tsuyoshi). Seit spätestens 1935/36 war eine Militärfraktion dominierend, die einen nationalistisch engeren Panjapanismus anstrebte, eine Konföderation der asiatischen Staaten unter japanischer Führung (vgl. Kokutai). In ihr sollte Japan mit seinen Kolonien Chōsen (Korea) und Taiwan, sowie dem Staat Mandschukuo zur Großostasiatischen Wohlstandssphäre werden. Zwar wurde noch 1936 ein weiterer ultranationalistischer Aufstand eines Teils der japanischen Streitkräfte blutig niedergeschlagen, aber die Weichen einer aggressiven Expansionspolitik des japanischen Kaiserreiches in Ostasien waren gestellt, die letztlich im Rahmen des Zweiten Weltkriegs zum Pazifikkrieg ab Dezember 1941 führte.
Die Kaiserlich Japanische Armee wurde schließlich im September 1945 nach der bedingungslosen Kapitulation durch die Alliierten aufgelöst und später durch die japanischen Selbstverteidigungsstreitkräfte ersetzt.

### Kampfeinsätze der Kaiserlich Japanischen Armee

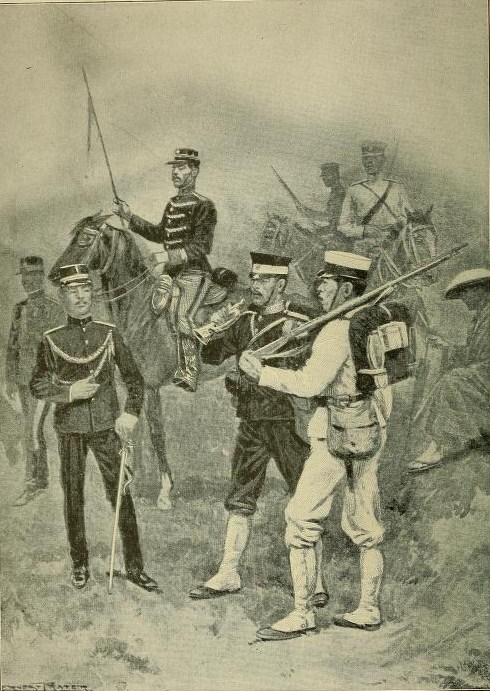
Infanterie und Kavallerie der Kaiserlich Japanischen Armee während des Russisch-Japanischen Krieges 1904/05

- Erster Chinesisch-Japanischer Krieg (1894–1895)
- Besetzung von Taiwan, vormals Formosa (1895)
- Russisch-Japanischen Krieg (1905)
- Annexion Koreas (1910)
- Besetzung der deutschen Kolonie Kiautschou um Qingdao im Ersten Weltkrieg
- Okkupation der Mandschurei (1931)
- Zweiter Japanisch-Chinesischer Krieg
- Hauptinstrument der aggressiven Expansionspolitik des japanischen Kaiserreiches in Ostasien während des Zweiten Weltkriegs im Pazifikkrieg seit Dezember 1941.

### Völkerrechtsverletzungen und Kriegsverbrechen
Während des Chinesisch-Japanischen Krieges und des Zweiten Weltkriegs wurde die japanische Armee bekannt für ihren Fanatismus und ihre Brutalität gegen Kriegsgefangene wie auch Zivilisten. Nach der Kapitulation Japans im Sommer 1945 wurden viele ihrer Offiziere für Kriegsverbrechen und Grausamkeiten in den Tokioter Prozessen vor Gericht gestellt und verurteilt.
Bekannte Fälle während des Zweiten Weltkrieges:
- Einheit 731: Biologische und chemische Menschenversuche an Zivilisten und Kriegsgefangenen
- Trostfrauen: Zwangsprostituierte in japanischen Armeebordellen
- Nanjing-Massaker: Ermordung von bis zu 300.000 Zivilisten und Kriegsgefangenen und Vergewaltigung von über 20.000 Kindern und Frauen
- Death Railway: Zwangsarbeit durch Zivilisten und Kriegsgefangene mit über 100.000 Todesopfern
- Todesmarsch von Bataan: Kriegsverbrechen an Kriegsgefangenen

## Ideologie
Japanischer Nationalismus bedeutete, dass das Militär um ein Konzept dieser Zeit aufgebaut wurde: Ein reiches Land hat ein starkes Militär (fukoku kyōhei). Japan als Land sei heilig, und das japanische Volk sei etwas Besonderes, was auf die Kombination des Zen-Buddhismus in Japan mit anderen Formen des Japanischen Buddhismus und Shinto zurückgeführt wurde.
Der Dienst in der Armee wurde als Dienst am japanischen Kaiser gesehen. Jeder Soldat wurde verpflichtet, es als große Ehre anzusehen, für den Kaiser zu sterben, da das Konzept des Samurais, zu dienen, tief in der gesamten soldatischen Kultur verankert war. Jeder Soldat solle sein Leben hinter sich lassen und benötige nichts als Ehre. Den eigenen Namen in Ehre zu halten und das Gesicht zu wahren, bedeutete ihnen alles. In diesem Sinne bedeutete Yamato-Damashi den alten japanischen Geist der Selbstbeherrschung im Angesicht großer Gefahr, um niemals aufzugeben.
Das Konzept des Yamato-Damashi gab jedem Soldaten vor, sich nie gefangen nehmen zu lassen, nie zusammenzubrechen, nie zu kapitulieren. Ein Feigling zu sein oder gefangen genommen zu werden, war eine Schande für die Familie, die Gemeinde und das Land. Jeder Soldat wurde ausgebildet, bis zum Tod zu kämpfen, und es wurde von ihm erwartet, den Tod der Schande vorzuziehen. Dieser einzigartige Code verbot jedem Soldaten jemals Kriegsgefangener zu werden. Jeder Soldat akzeptierte dies als Teil des Bushidō-Verhaltenskodexes. Der Armeetheoretiker Sadao Araki empfahl auch die Anpassung des Bushido an die aktuellen Verhältnisse in Form der Seishin Kyoiku („Spirituelle Ausbildung“)-Doktrin für die Indoktrination der Armee und die operative Ausbildung. Diese Einstellung gegenüber dem Tod als Soldat und der Kriegsgefangenschaft kann teilweise auch die Behandlung fremder Kriegsgefangener durch die kaiserliche Armee erklären: Wer sich ergibt und in Gefangenschaft begibt, hat seine Ehre verloren; die von Japan unterzeichnete Haager Landkriegsordnung wurde deshalb oft prinzipiell missachtet.

## Oberbefehl
Zwar verkörperte der Kaiser als Symbol die japanische Staatsmacht. Tatsächlich aber enthielt die Rolle des Kaisers keine faktische Machtausübung. Die tatsächliche Macht wurde von Bürokraten in der staatlichen Hierarchie unter ihm ausgeübt. Der Kaiser war zwar in der Theorie Oberkommandierender der Streitkräfte, in der Praxis aber folgte er den „Bitten“ der Regierung. Der Kaiser trug jedoch stets die Uniform des Oberkommandierenden, und ihm wurde bei allen offiziellen Gelegenheiten von allen Angehörigen der Streitkräfte salutiert.
Die Regierung konnte die Mobilmachung der Streitkräfte nur anordnen, wenn alle Minister des Kabinetts darüber einstimmig entschieden. Dem Monarchen kam hierbei nur die Rolle der formellen Bestätigung des Beschlusses zu. Der Kaiser musste bei allen offiziellen Sitzungen der Minister der Regierung anwesend sein, damit deren Beschlüsse bindend werden konnten. Während der Beratungen pflegte er zu schweigen und sorgte doch durch seine Zustimmung dafür, die Politik der Regierung vor dem japanischen Volk zu legitimieren.

## Spezielle Ausnahmebefugnis des Kaisers
Nur bei seltenen Gelegenheiten des kaiserlichen Rates, wenn die Minister völlig unfähig zu einer Einigung waren und wenn die Abstimmung aller Minister unentschieden ausging, fragten die Minister den Kaiser um seine Ansicht. Sie legten dem Kaiser die möglichen Optionen vor, und der Kaiser gab seine Ansicht kund, musste dabei aber im Rahmen der vorgelegten Optionen bleiben.
Im Zweiten Weltkrieg benutzte Kaiser Hirohito dieses Verfahren, um eine Beendigung des Krieges herbeizuführen. 1945 befahl Kaiser Hirohito das erste und letzte Mal in seiner Rolle als Oberkommandierender direkt über eine vorab aufgezeichnete Radiosendung allen Japanern, sich den amerikanischen Streitkräften zu ergeben.

## Stärke
- 1870: 12.000 Mann
- 1885: 7 Divisionen einschließlich der Kaiserlichen-Garde-Division.
- Anfang des 20. Jahrhunderts bestand die Armee aus 12 Divisionen und zahlreichen anderen Einheiten:
  - 380.000 Mann im aktiven Dienst und in der 1. Reserve (Rekruten der Klassen A und B1 dienten nach 2 Jahren aktivem Dienst 17½ Jahre lang in der Reserve)
  - 50.000 Mann in der 2. Reserve (wie obenstehend, jedoch Tauglichkeit B2)
  - 220.000 Mann in der Heimatarmee
    - 1. Heimatarmee – 37 bis 40 Jahre alte Männer nach Ausscheiden aus der 1. Reserve.
    - 2. Heimatarmee – nicht ausgebildete 20-jährige sowie alle über 40-jährigen Reservisten.

  - 4.250.000 Männer, die sonst für Armeedienst und Mobilmachung verfügbar waren.
- 1934 stieg die Armeestärke auf 17 Divisionen
- 1940 – 376.000 Mann im aktiven Dienst mit 2 Millionen Reservisten in 31 Divisionen
  - 2 Divisionen in Japan (Kaiserliche Garde und eine weitere)
  - 2 Divisionen in Chōsen
  - 27 Divisionen in China und Mandschukuo
- Ende 1941 – 460.000 aktiv in 41 Divisionen
  - 2 Divisionen in Japan und Korea
  - 12 Divisionen in der Mandschurei
  - 27 Divisionen in China
- 1945 – 145 Divisionen (inkl. 3 Kaiserlichen Garden), dazu zahlreiche einzelne Einheiten, insgesamt über 6,3 Millionen Mann (inkl. Kaiserlich Japanische Heeresluftstreitkräfte), mit etwa 1 Million Reservisten.
- Die japanische Verteidigungsarmee 1945 hatte 55 Divisionen mit 2,6 Millionen Mann, mit etwa 16 Millionen zivilen Reservisten und Nationalgarde.

Zusätzlich zu den Kampftruppen betrieb die Armee verschiedene Arsenale, in denen neben technischer Entwicklung und Kriegswaffenherstellung auch zivile Waffen hergestellt wurden. Darunter waren:
- Arsenal Osaka – entwickelte und produzierte Geschütze aller Arten
- Arsenal Sagami – mit Mitsubishi, entwickelte und produzierte Panzer und Fahrzeuge
- Arsenal Sasebo – mit Mitsubishi, stellte Panzer her
- Arsenal Heijo – mit Kijiro Nambu, stellte Hand- und Infanteriewaffen her
- Arsenal Tokyo (Kokura) – mit Nambu, stellte Infanteriewaffen her
- Arsenal Mukden – mit Nambu, stellte Infanteriewaffen her
- Arsenal Tachikawa – entwickelte und produzierte Flugzeuge

## Dienstgrade

### Offiziere
| Dienstgradgruppe | Marschall                                                         | Marschall                               | Generale                    | Generale                   | Generale                    | Stabsoffiziere             | Stabsoffiziere             | Stabsoffiziere             | Subalternoffiziere        | Subalternoffiziere        | Subalternoffiziere        |
| --- | ----------------------------------------------------------------- | --------------------------------------- | --------------------------- | -------------------------- | --------------------------- | -------------------------- | -------------------------- | -------------------------- | ------------------------- | ------------------------- | ------------------------- |
| Schulterstücke oder Kragenspiegel |                                                                   |                                         |                             |                            |                             |                            |                            |                            |                           |                           |                           |
| Dienstgrad | 大元帥陸海軍大将 Dai gensui riku kai gun taishō1 (Generalissimus) | 元帥(陸軍)大将 gensui (rikugun)2 taishō | (陸軍)大将 (rikugun) taishō | (陸軍)中将 (rikugun) chūjō | (陸軍)少将 (rikugun) shōshō | (陸軍)大佐 (rikugun) taisa | (陸軍)中佐 (rikugun) chūsa | (陸軍)少佐 (rikugun) shōsa | (陸軍)大尉 (rikugun) taii | (陸軍)中尉 (rikugun) chūi | (陸軍)少尉 (rikugun) shōi |
| Dienstgrad (Wehrmacht) | Reichsmarschall                                                   | Generalfeldmarschall                    | General der Truppengattung  | Generalleutnant            | Generalmajor                | Oberst                     | Oberstleutnant             | Major                      | Hauptmann                 | Oberleutnant              | Leutnant                  |
| 1 Nur vom japanischen Kaiser als Oberkommandierendem der Streitkräfte bekleidet. 2 Der Vorsatz rikugun zeigt an, dass es sich um einen Heeresoffizier und kaigun um einen Marineoffizier handelt. |                                                                   |                                         |                             |                            |                             |                            |                            |                            |                           |                           |                           |

### Unteroffiziere und Mannschaften
| Dienstgradgruppe                  | Warrant Officer            | Unteroffiziere             | Unteroffiziere             | Unteroffiziere             | Unteroffiziere              | Mannschaften                   | Mannschaften                   | Mannschaften                   |
| --------------------------------- | -------------------------- | -------------------------- | -------------------------- | -------------------------- | --------------------------- | ------------------------------ | ------------------------------ | ------------------------------ |
| Schulterstücke oder Kragenspiegel |                            |                            |                            |                            |                             |                                |                                |                                |
| Dienstgrad                        | (陸軍)准尉 (rikugun) jun’i | (陸軍)曹長 (rikugun) sōchō | (陸軍)軍曹 (rikugun) gunsō | (陸軍)伍長 (rikugun) gochō | (陸軍)兵長 (rikugun) heichō | (陸軍)上等兵 (rikugun) jōtōhei | (陸軍)一等兵 (rikugun) ittōhei | (陸軍)二等兵 (rikugun) nitōhei |
| Dienstgrad (Wehrmacht)            | keine Entsprechung         | Oberfeldwebel              | Feldwebel                  | Unteroffizier              | keine Entsprechung          | Obergefreiter                  | Gefreiter                      | Soldat                         |